# One More Chance
One More Chance är en låt från amerikanska sångaren Michael Jackson från albumet Number Ones där den var den enda nyinspelade låten.
Låten klarade sig förvånansvärt bra i större delen av världen (förutom i USA där den med sin placering på som högst 85:e plats gjorde den till Michael Jacksons största USA flopp sedan Stranger in Moscow) trots pedofilanklagelser och avsaknaden av en ordentlig musikvideo klättrade låten upp till en 5:e plats i Storbritannien och en 1:a plats i Moldavien, Venezuela och Turkiet.
Nämnvärt är även att Jackson innan denna låt spelat in och släppt två andra låtar med titeln "One More Chance", 1970 på albumet ABC och 1984 på albumet Victory, med bröderna i The Jacksons.

## Musikvideon
En musikvideo till låten höll på att spelas in i november 2003 i Las Vegas, filmningen avbröts på grund av pedofilanklagelserna och istället sattes en musikvideo ihop av klipp från tidigare musikvideor. Den 13 oktober 2010 meddelande Sony på den officiella Michael Jackson sidan, att One More Chance videon skulle finnas med på boxen Michael Jackson's Vision. Boxen släpptes den 22 november 2010.